# ماريا باركر
ماريا باركر (بالإنجليزية: Maria Parker)‏ هي دراجة أمريكية، ولدت في 7 فبراير 1963.